# Emil Moser (Politiker)
Emil Moser (* 26. Januar 1837 in Herzogenbuchsee; † 30. September 1913 ebenda, reformiert, heimatberechtigt in Herzogenbuchsee) war ein Schweizer Politiker (Radikale Partei) und Unternehmer.

## Leben
Emil Moser kam am 26. Januar 1837 in Herzogenbuchsee als Sohn des Landwirts und Unternehmers Samuel Friedrich Moser und der Verena Amalia geborene Gugelmann zur Welt. Moser absolvierte zunächst eine Ausbildung als  Kaufmann in Zürich, Italien und Wien. In der Folge übernahm er die „Seidenbandweberei AG“, die vormalige „Born, Moser & Co.“, seines Vaters, deren drohenden Konkurs er abwenden konnte.
Daneben nahm Emil Moser Einsitz in den Verwaltungsräten des Elektrizitätswerks Wynau und der Herzogenbuchsee-Wangen-Jura-Bahn sowie im Vorstand des Handels- und Industrievereins des Kantons Bern. Ferner gehörte er der Lokalsektion der Oekonomischen Gesellschaft Bern an. Überdies fungierte Emil Moser in der Schweizer Armee im Range eines Obersten zuerst als Kommandant des Infanterieregiments 13, danach einer Landwehrbrigade.
Emil Moser, der im Jahr 1863 Anna Maria Magdalena, die Tochter des David Rudolf de Quervain, heiratete, verstarb am 30. September 1913 vier Monate vor Vollendung seines 77. Lebensjahres in Herzogenbuchsee. Er war der Bruder der Volksbildnerin Amélie und des Eisenbahningenieurs Robert Moser.

## Politische Ämter
Emil Moser, Mitglied der Radikalen Partei, war ab 1868 im Gemeinderat von Herzogenbuchsee vertreten. Dazu amtierte Moser zwischen 1896 und 1899 als Gemeindepräsident, wo er Elektrizität, Wasserversorgung, Kanalisation und Alignementsplan einführte. Parallel dazu gehörte er von 1874 bis 1912 auch dem Kirchgemeinderat an, davon ab 1879 als Präsident. Darüber hinaus vertrat er seine Partei auf kantonaler Ebene von 1892 bis 1894 im Berner Grossen Rat. Auf Bundesebene gehörte er nach den Parlamentswahlen 1893 bis 1902 dem Nationalrat an.